# Zbigniew Oksiuta
Zbigniew Oksiuta (* 1951 in Mulawicze) ist ein polnischer Künstler, Architekt und experimenteller Wissenschaftler. Bekannt wurde er vor allem für seine aus Gelatine konstruierten Wohnblasen, die er als Spatium Gelatum bezeichnet, und anderen Werken auf der Basis unterschiedlicher Materialien wie Agar-Agar. Nach eigenen Worten arbeitet er an einer Vision eines biologischen Habitats.

## Leben und Werk
Zbigniew Oksiuta wurde in Polen geboren und studierte von 1970 bis 1978 Architektur an der Technischen Universität Warschau. Daran anschließend gründete er das Zentrum für Theater und Umweltforschung (Centre for Theatre and Environmental Research) in Jelenia Góra. 1981 ging er nach Deutschland und studierte am Institut für Kunstgeschichte der Rheinisch-Westfälischen Technischen Hochschule Aachen bis 1990.
Nach seinem Studium präsentierte Oksiuta seine Werke international in zahlreichen Einzel- und Gruppenausstellungen sowie durch Kunstwerke im öffentlichen Raum. So präsentierte er etwa 2004 sein Heimatland Polen bei der Architektur-Biennale in Venedig mit dem Projekt Spatium Gelatum & Breeding Spaces. Für die Konstruktionen aus Gelatine, Agar-Agar und anderen Baumaterialien arbeitet Oksiuta eng mit verschiedenen Forschungseinrichtungen zusammen, u. a. mit dem Max-Planck-Institut für Pflanzenzüchtungsforschung in Köln und dem Lehrstuhlinhaber für Biotechnologie an der Universität zu Köln Hans-Hennig Steinbiß.
Seit 2000 wirkt Oksiuta zudem als Gastdozent an verschiedenen internationalen Hochschulen, unter anderem in Polen, Deutschland, Großbritannien und den Vereinigten Staaten. 2008 war er „visiting artist“ des College of Fine Arts der Illinois State University, seit 2010 ist er Assistenzprofessor an der School of Architecture des Rensselaer Polytechnic Institute in Troy, New York.

## Belege
1. ↑  Offizielle Website, Einstiegsseite.
2. 1 2 3  Offizielle Website (Memento des Originals vom 4. März 2016 im Internet Archive)  Info: Der Archivlink wurde automatisch eingesetzt und noch nicht geprüft. Bitte prüfe Original- und Archivlink gemäß Anleitung und entferne dann diesen Hinweis., Vita.
3. ↑  Offizielle Website (Memento des Originals vom 22. Februar 2016 im Internet Archive)  Info: Der Archivlink wurde automatisch eingesetzt und noch nicht geprüft. Bitte prüfe Original- und Archivlink gemäß Anleitung und entferne dann diesen Hinweis., Transgenic Habitat.
4. ↑  Carolina Machhaus: Ich bau dir ein Haus aus Gelatine die tageszeitung, 5./6. März 2011.
5. ↑  Offizielle Website (Memento des Originals vom 4. März 2016 im Internet Archive)  Info: Der Archivlink wurde automatisch eingesetzt und noch nicht geprüft. Bitte prüfe Original- und Archivlink gemäß Anleitung und entferne dann diesen Hinweis., Lectures.